# Ľudovít Štúr
Ľudovít Štúr, conosciuto al suo tempo con il nome di Ludevít Velislav Štúr (Uhrovec, 28 ottobre 1815 – Modra, 12 gennaio 1856), è stato un linguista, poeta e giornalista slovacco.
Codificò la lingua slovacca secondo le parlate della Slovacchia centrale, organizzò i volontari slovacchi durante l'Insurrezione slovacca del 1848 contro il regno d'Ungheria. Fu membro della Dieta del regno di Ungheria. Fu anche politico, editore, professore e filosofo.

## Biografia

### Gli studi
Nacque il 28 ottobre 1815 a Uhrovec, che si trova nella parte meridionale dei monti di Strážov, presso Bánovce nad Bebravou, secondogenito di un insegnante ungherese. Frequentò la scuola elementare nel villaggio natio. Nel 1827 andò a studiare al liceo inferiore di Rab (oggi Győr), dove grazie alla propria diligenza e arguzia viene notato soprattutto dal professor Petz. Petz indirizzava i propri studenti anche verso gli autori slavi e risvegliò così nel giovane Štúr l'interesse per la cultura e la lotta politica dei popoli slavi. Dopo i primi due anni a Rab, Ľudovít Štúr si iscrisse al liceo evangelico di Presburgo, l'attuale Bratislava.
Lo studio al liceo di Presburgo era composto da due anni degli studi umanistici più altri due anni, frequentare i quali era la condizione per poter accedere agli studi superiori universitari. Al liceo esisteva sin dall'anno 1803 una cattedra di lingua e letteratura ceco-slovacca guidata dal professore Juraj Palkovič. Il liceo evangelico di Presburgo era l'unica scuola superiore in Ungheria con una cattedra di questo tipo. I seminari si svolgevano in lingua biblica ceca, che era da tre secoli la lingua ufficiale degli intellettuali evangelici slovacchi. A causa soprattutto dell'età avanzata del professor Palkovič, che non gli permetteva di insegnare tutto il programma stabilito, gli studenti fondarono nel 1829 una Società ceco-slovacca (Spoločnosť česko-slovenská) (queste società liceali erano molto comuni: frequenti erano anche quelle degli studenti ungheresi e tedeschi). Tra i principali compiti della Società vi erano la partecipazione attiva all'insegnamento nella madrelingua, esercitazioni di grammatica, composizioni di saggi di letteratura e di storia dei popoli slavi. Primo presidente della società fu il professor Palkovič, mentre ne furono vicepresidenti Samo Chalupka, Karol Štúr, Michal Miloslav Hodža, Tomáš Horš, Samuel Samoslav Vanko e Ľudovít Štúr.. Ľudovít Štúr approfondì la conoscenza delle opere degli autori slovacchi, particolarmente di quelle di Ján Hollý, di Ján Kollár, di Pavel Jozef Šafárik e di František Palacký.
Nell'autunno del 1835 divenne vicepresidente della Società ceco-slovacca e fra le iniziative organizzò una gita al castello di Devín il 24 aprile 1836, luogo simbolico della Grande Moravia. In questa gita i partecipanti decisero di aggiungere al proprio nome di battesimo un nome slavo: Hurban aggiunse al nome Jozef quello di Miloslav, August Škultéty aggiunse il nome di Horislav e Štúr si diede il nome di Velislav.
Nell'anno scolastico 1836-1837 Štúr fu nominato sostituto del professor Palkovič, in quanto era stato fra i suoi migliori studenti e aveva un'ottima conoscenza del latino, oltre al quale conosceva anche l'ungherese, il tedesco, il francese, il greco, il polacco, il serbocroato, il russo e studiò anche l'ebraico e inglese. Al liceo aveva studiato grammatica ceca e polacca e la storia dei popoli slavi. Fu in corrispondenza con le maggiori personalità della cultura slava del suo tempo, fra cui František Palacký, Josef Jungmann, Pavel Jozef Šafárik e Ján Kollár.
Nel 1838 si iscrisse all'Università di Halle, che accoglieva parecchi studenti evangelici slovacchi e offriva corsi di teologia, filosofia, storia e linguistica. Štúr vi studiò per due anni, approfondendo la conoscenza della filosofia di Hegel e di Herder, la cui concezione della storia si riverberò poi in tutta la sua concezione del mondo storico-filosofica. La storia gli appariva quindi come una sequenza di fatti che seguiva principii spirituali. Terminati gli studi nel 1840 lungo il viaggio di ritorno verso la terra natale fece sosta a Praga e a Hradec Králové. Nel Paese Ceco incontrò Pavel Jozef Šafárik, che lo mise in guardia per la situazione politica della nazione.

### Il ritorno in patria
Il ritorno in patria segnò per Štúr l'inizio di nuove lotte per affermare i diritti nazionali degli slovacchi. Le posizioni intransigenti dei burocrati e dei politici del Regno d'Ungheria erano tese ad impedire ogni manifestazione culturale dei popoli non magiari. Il conte Károly Zay, ispettore generale della Chiesa evangelica di confessione augustana, condivideva il concetto di un'unica nazione nel Regno d'Ungheria: quella magiara. Inizialmente Károly Zay conobbe Štúr personalmente e ne riportò un'impressione positiva, stimandone la conoscenza e il talento. Invano esortò Štúr sia per scritto sia a voce a collaborare per gli interessi magiari, perché vedeva in lui una risorsa per il futuro dello Stato.
Inizialmente Štúr riebbe il posto di sostituto del professor Palkovič alla cattedra di lingua e letteratura ceco-slovacca. Non aveva diritto ad alcuno stipendio, ma solo agli interessi del patrimonio della cattedra, che doveva dividere a metà con il professor Palkovič. Inoltre Károly Zay e i suoi sostenitori avevano l'intenzione di sopprimere la cattedra dopo la morte di Palkovič, perciò non tenevano in nessun conto il lavoro di Štúr. La questione si risolse nell'assemblea dei conventi, in cui dopo lunghe schermaglie Štúr riuscì ad essere stipendiato come supplente del professor Palkovič.
Poiché la pressione sugli Slovacchi da parte delle autorità magiare non accennava a scemare, Štúr e i suoi connazionali ricorsero al governatore chiedendone la protezione. Nel 1842 fu inviata a Vienna una deputazione di quattro persone per presentare la supplica che va sotto il nome di Slovenský prestolný prosbopis ("Supplica slovacca al trono"). Nella supplica gli Slovacchi chiedevano al governatore la sua protezione contro la persecuzione, la facoltà di pubblicare scritti difensivi del popolo slovacco, il mantenimento della cattedra di lingua e letteratura ceco-slovacca al liceo evangelico di Presburgo e l'istituzione di altre cattedre analoghe in Slovacchia. A Vienna non si prese nessuna decisione sulla supplica, ma la Corte inviò la petizione slovacca a Buda per l'esame del palatino d'Ungheria, che rigettò ogni richiesta contenuta nella supplica.

### La lingua slovacca
(Ľudovít Štúr)
All'inizio dell'anno 1843 Ľudovít Štúr confidò ai suoi più stretti sodali di voler riunire cattolici ed evangelici slovacchi sulla base di un'unica lingua letteraria. Infatti i cattolici avevano adottato la lingua slovacca codificata da Anton Bernolák (bernolákovčina) sulla base dei dialetti della Slovacchia occidentale più simili al ceco, mentre gli intellettuali evangelici usavano come lingua letteraria il ceco biblico che risaliva al XV secolo. Štúr scelse invece come fondamento i dialetti della Slovacchia centrale, soprattutto per la loro diffusione, genuinità e comprensibilità. L'unificazione degli Slovacchi si sarebbe dovuta realizzare attraverso l'associazione nazionale e interconfessionale Tatrín.
La questione della definizione di uno slovacco letterario era stata concepita da Štúr molto tempo prima. Già nel 1836 in una lettera a František Palacký si lamentava che il ceco biblico era divenuto incomprensibile per gli slovacchi ed esprimeva il desiderio che cechi e slovacchi trovassero un compromesso per una lingua cecoslovacca unitaria. Ciò presupponeva una disponibilità di cedere sia da parte slovacca sia da parte ceca. Poiché i linguisti cechi non mostrarono tale disponibilità, Štúr e i suoi seguaci optarono per una nuova forma di lingua letteraria, che potesse riunire con una lingua unica i cattolici e gli evangelici.
L'11 luglio 1843 Ľudovít Štúr, Jozef Miloslav Hurban e Michal Miloslav Hodža si incontrarono nella parrocchia di Hurban a Hlboké, dove decisero di promuovere l'introduzione pratica dello slovacco letterario. Il 17 luglio a Dobrá Voda resero visita al poeta Ján Hollý, che misero al corrente del loro piano per primo, in quanto esponente importante della bernolákovčina.
Nello stesso 1843 si complicò ulteriormente la situazione al liceo evangelico di Presburgo. Si intensificarono le pressioni per estromettere Štúr del posto di sostituto del professor Palkovič e in dicembre Štúr dovette rinunciare definitivamente all'incarico. A nulla giovarono le petizioni studentesche, né le difese di alcuni professori del liceo. Come protesta per la cacciata di Štúr 22 studenti nel marzo del 1844 decisero di lasciare il liceo. Tredici di loro proseguirono gli studi a Levoča.

### Slovenské národné noviny

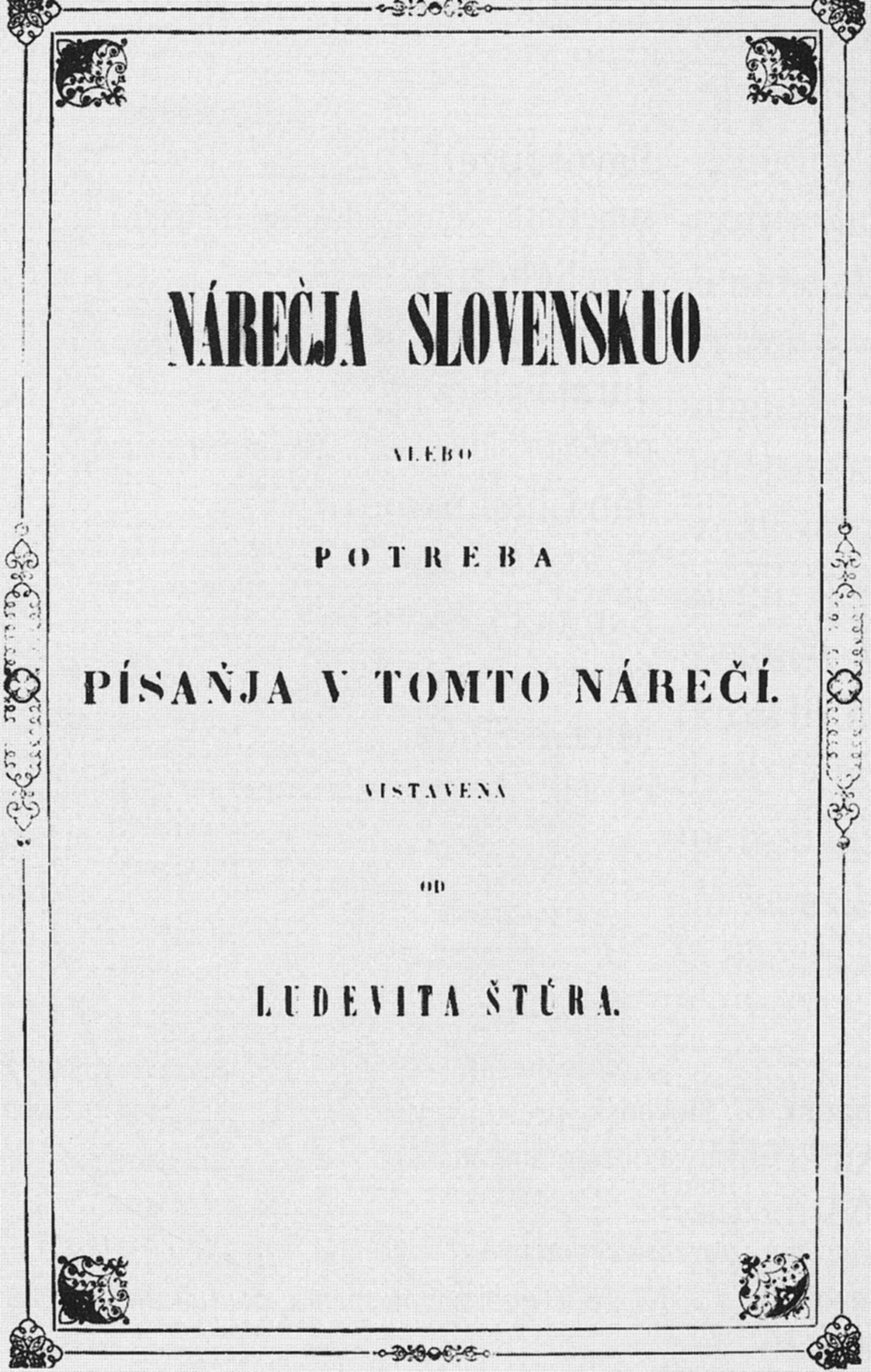
Frontespizio di Nárečja Slovenskuo alebo potreba písaňja v tomto nárečí ("La lingua della Slovacchia, ossia la necessità di scrivere in questa lingua"), edito nel 1846.

Nell'agosto del 1844 si svolse la prima assemblea dell'associazione Tatrín a Liptovský Svätý Mikuláš, alla quale partecipò anche Štúr, che fu scelto come membro del direttivo dell'associazione. Un anno dopo insistenze annose Štúr riuscì ad ottenere l'autorizzazione del governatore per stampare il giornale Slovenskje národňje novini ("Notizie nazionali slovacche") con il supplemento letterario Orol tatránski ("L'aquila dei Tatra"). Il giornale fu pubblicato dal 1º agosto 1845. Era scritto nello slovacco codificato da Štúr (štúrovčina) e per questo trovò da una parte fervidi sostenitori, dall'altra fieri nemici. Fra gli avversari si schierarono non solo alcuni patrioti cechi, che vedevano nella nuova lingua un tradimento della causa nazionale cecoslovacca e una separazione dagli stessi cechi, ma anche Pavel Jozef Šafárik e soprattutto Ján Kollár.

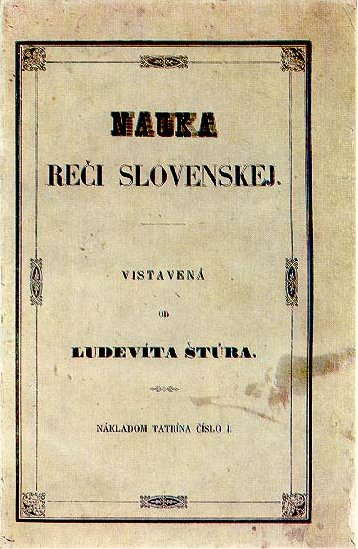
Frontespizio di Nauka reči Slovenskej ("Dottrina della lingua slovacca"), edito nel 1846.

Nel 1846 Štúr pubblicò Nárečja Slovenskuo alebo potreba písaňja v tomto nárečí ("La lingua della Slovacchia, ossia la necessità di scrivere in questa lingua"), in cui difese l'inestinguibilità della nuova lingua letteraria. Nello stesso anno diede alle stampe il trattato linguistico Nauka reči Slovenskej ("Dottrina della lingua slovacca"), che contiene i rudimenti di una nuova grammatica. Nella quarta assemblea di Tatrín dell'agosto del 1847 a Čachtice i rappresentanti dei cattolici e degli evangelici si accordarono definitivamente sull'uso congiunto della nuova lingua letteraria. Un'ulteriore modifica della grammatica slovacca consistette nel passaggio dal principio fonetico al principio etimologico, con l'introduzione della riforma di Michal Miloslav Hodža e di Martin Hattala nel 1851-1852. Alla decisione sulle modifiche grammaticali parteciparono anche Ľudovít Štúr, Jozef Miloslav Hurban, Ján Palárik, Andrej Ľudovít Radlinský e Štefan Závodník. Questa versione della lingua slovacca codificata divenne in seguito la lingua nazionale degli slovacchi.
Slovenskje národňje novini era per il suo contenuto orientato all'attività culturale, all'azione sociale, riferiva dell'attività culturale slava e riportava anche articoli di attualità sulla situazione politica interna e internazionale. L'attività di Štúr e di altri redattori era colpita dalla censura, che con i suoi interventi tagliava gli articoli del giornale.

### La Dieta di Ungheria
I piani di gran respiro di Štúr andavano ben al di là dell'attività di redazione. Nel 1847 fece il suo ingresso nella Dieta di Ungheria, che si teneva a Presburgo (nell'edificio che oggi ospita la Biblioteca universitaria) come deputato della libera città regia di Zvolen, per poter sostenere più concretamente e più precisamente le sue posizioni nazionali e sociali. Il suo famoso avversario fu il liberale Lajos Kossuth, con il quale concordava su alcune questioni sociali, ma era in totale disaccordo riguardo alla concezione del principio di libertà nazionale. Il periodo della Dieta precedette i giorni della rivoluzione dell'anno successivo.

### Il 1848
(Ľudovít Štúr)
Gli avvenimenti turbolenti della Francia del 1848 trovarono un'eco anche nell'impero asburgico. Con la Rivoluzione i diritti speciali acquisiti davano al popolo una misura maggiore di libertà. Štúr salutò con gioia il nuovo movimento con un articolo sul suo giornale. Contemporaneamente però le concessioni del governo viennese verso Pest sulla questione dell'indipendenza del Regno d'Ungheria facevano presagire nuove complicazioni per la causa slovacca. La minaccia era il rafforzamento della magiarizzazione. Come reazione furono redatte le "Petizioni del popolo slovacco" (Žiadosti slovenského národa), che abbozzavano la possibilità di soluzione dei rapporti tra slovacchi e magiari sulla base del principio di parità. Nel contempo Štúr organizzò la convoca del Congresso slavo a Praga. Il governo ungherese emise un mandato di cattura per Štúr, Hurban e Hodža. Nonostante la persecuzione, Štúr e i suoi compagni riuscirono a prendere parte al Congresso slavo, al quale convennero le principali personalità dei popoli slavi dell'Impero. I rappresentanti slavi cercarono una soluzione alla complicata situazione. Dopo il fallimento di tutte le iniziative legali per ottenere i diritti nazionali dal governo ungherese, Štúr e Hurban si decisero alla battaglia.
Il 15-16 settembre 1848 fu fondato a Vienna il Consiglio nazionale slovacco, che si proponeva come soggetto politico unico della Slovacchia e rifiutava l'obbedienza al governo ungherese. Ebbe come leader politici Ľudovít Štúr, Jozef Miloslav Hurban e Michal Miloslav Hodža. Fra i suoi membri vi erano anche i capi militari Bedřich Bloudek, František Alexandr Zach e Bernard Janeček. Ne furono segretari Bohuš Nosák Nezabudov e Daniel Jaroslav Bórik. Nel settembre del 1848 il Consiglio nazionale slovacco invitò gli slovacchi alla sollevazione armata per l'affermazione dei propri diritti sociali e nazionali.

### Gli ultimi anni
Dopo l'insuccesso della campagna militare del 1849 e dopo la ripetuta delusione verso la Corte imperiale, che aveva promesso protezione agli slovacchi nella battaglia contro i radicali ungheresi, Ľudovít Štúr si incontrò in circostanze sfavorevoli. La richiesta di autorizzazione a stampare un giornale politico slovacco (Slovenské národné noviny era cessato nei giorni della rivoluzione) e il tentativo di ottenere il riconoscimento ufficiale per l'associazione Tatrín, ebbe esito negativo. Štúr in questo periodo proseguì l'attività incominciata negli anni precedenti, si dedicò alla cultura popolare slava e lavorò allo scritto Slovanstvo a svet budúcnosti ("Gli Slavi e il mondo del futuro").
Nel 1851 ebbe inizio una serie di tragedie personali: a gennaio morì suo fratello Karol (pastore protestante e insegnante a Modra) e sei mesi dopo suo padre. Ľudovít dopo la morte del fratello si trasferì a Modra, dove – solo e controllato dalla polizia, si occupò dei sette figli del fratello. Cercò di proseguire la sua attività letteraria, benché la sua vita fosse limitata e controllata dalla polizia. Nel 1853 morirono a Vienna l'amica Adela Ostrolúcka e a Trenčín sua madre. Nello stesso anno pubblicava la raccolta O národních písních a pověstech plemen slovanských ("Canzoni e racconti popolari dei popoli slavi"), e la raccolta poetica Spevy a piesne ("Canti e canzoni").

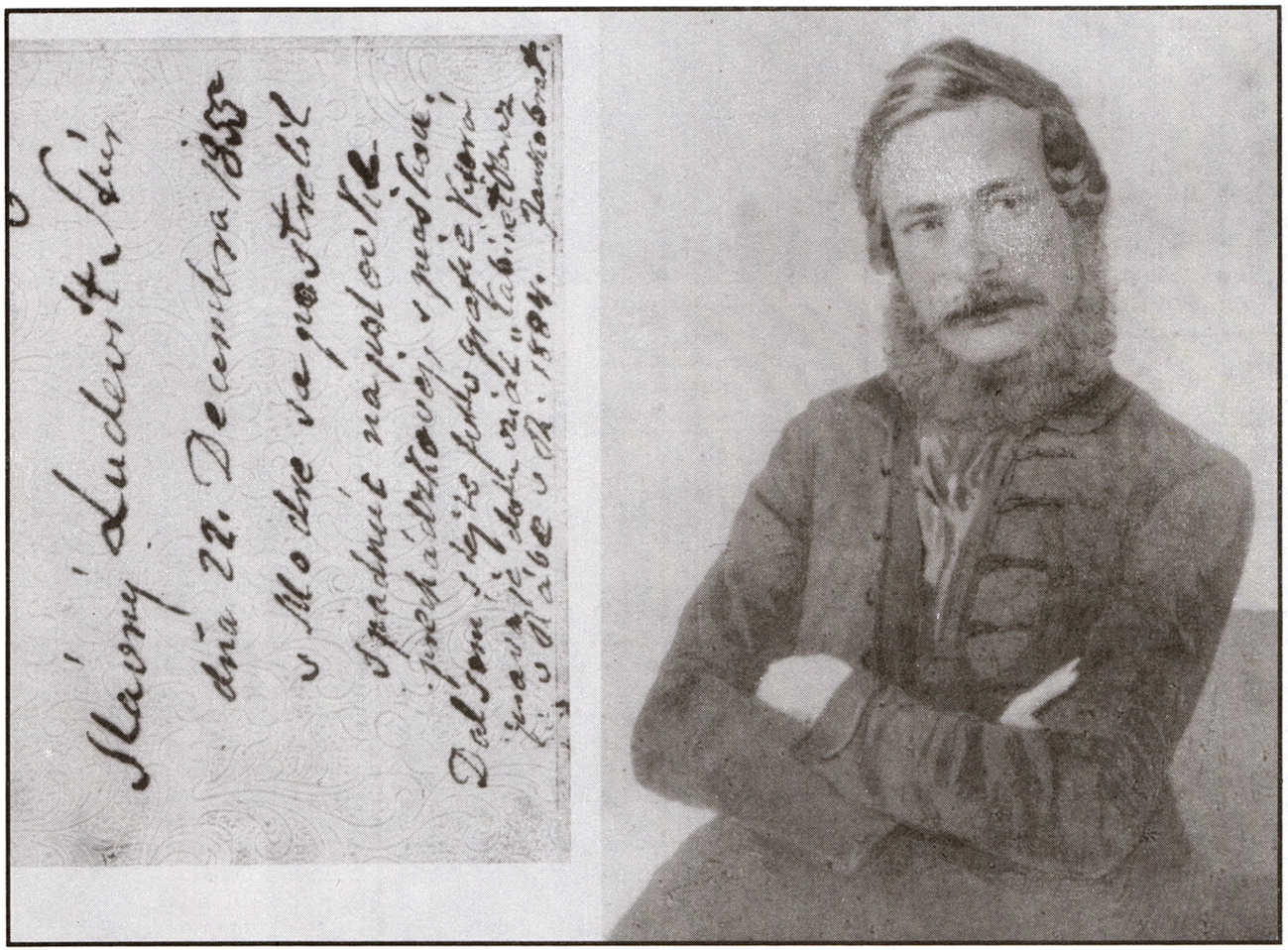
Annuncio della morte di Ľudovít Štúr scritto dal fratello Janko Štúr sul retro di una cartolina con il suo ritratto.

Verso la metà del dicembre del 1855 in un tentativo di attraversare un ruscello non lontano da Modra si ferì alla coscia con un colpo di fucile. Vi furono infondati sospetti che qualcuno gli avesse sparato o che avesse tentato il suicidio. Ľudovít Štúr morì quarantenne il 12 gennaio 1856.

## Opinioni controverse di Štúr
Alcune opinioni di Štúr viste retrospettivamente appaiono controverse. Le molte prese di posizione che sostiene nell'opera Das Slawenthum und die Welt der Zukunft ("Gli Slavi e il mondo del futuro") possono essere considerate il suo testamento politico.
Štúr nel libro propose un'unificazione con la Russia zarista, rifiutò il mercantilismo e propose come alternativa gli agri comunali. Respinse la democrazia parlamentare a favore dell'autocrazia.
Štúr è considerato il fondatore della lingua slovacca letteraria, ma ne "Gli Slavi e il mondo del futuro" raccomanda a tutti gli slavi di usare il russo come lingua letteraria.
Štúr non nascose il suo odio contro gli ebrei ed elogiò la politica antisemita russa.

## Memoria

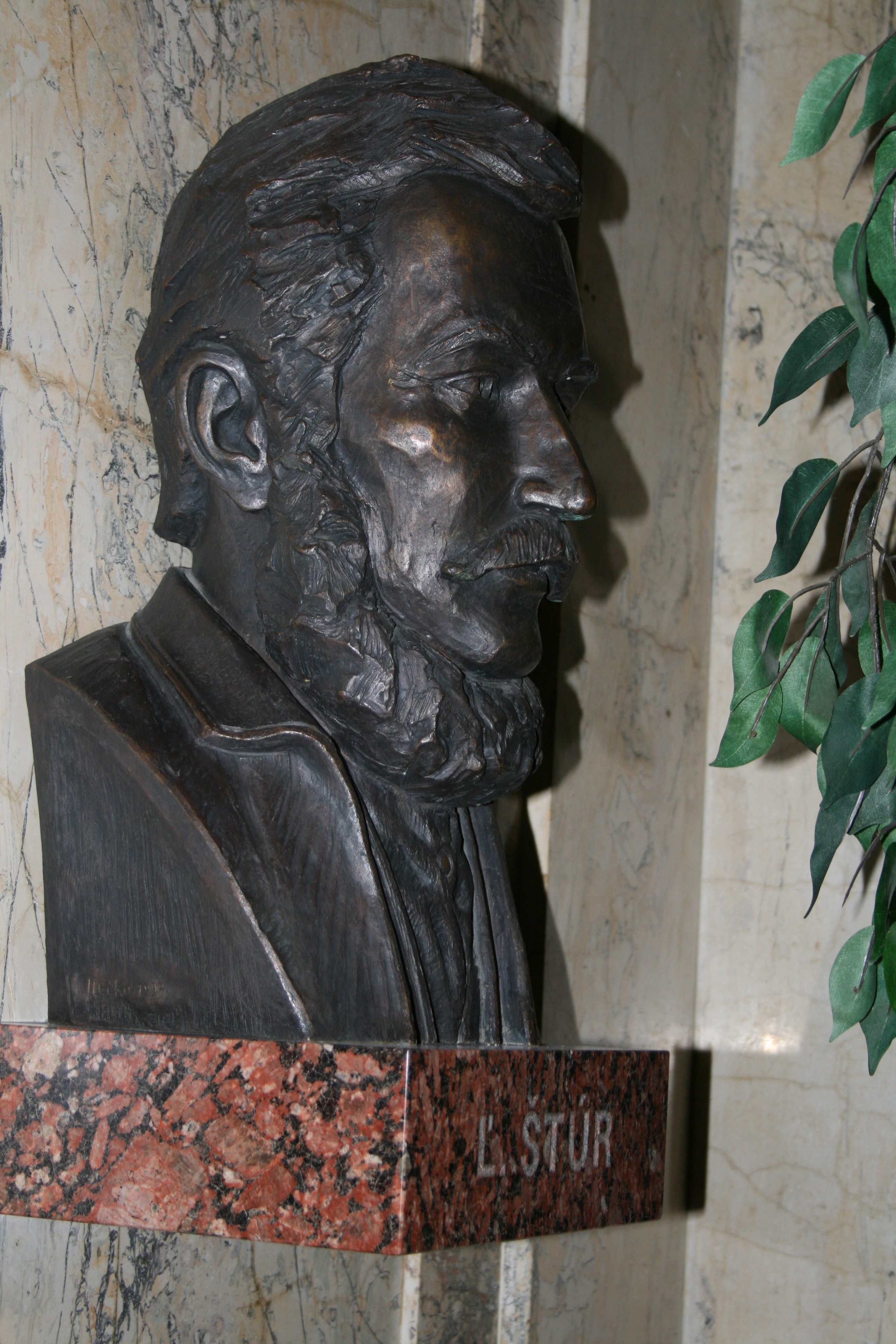
Busto di Ľudovít Štúr a Bratislava

Ľudovít Štúr è onorato come il principale personaggio del Risorgimento slovacco.
La città di Štúrovo porta il suo nome. Gli sono stati dedicati numerosi monumenti soprattutto a Modra, luogo della morte, e vie e piazze nelle città di tutta la Slovacchia.
Ľudovít Štúr comparve anche sulle banconote da 50 corone cecoslovacche e da 500 corone slovacche.

### Monografie
- (SK)  Ľudovít Štúr: Život a dielo (1815 – 1856): Zborník materiálov z konferencie Historického ústavu Slovenskej akadémie vied. A cura di Vladimír Matula, Bratislava, Vydavateľstvo SAV, 1956.
- (FR)  Renée Perreal e Joseph A. Mikuš, La Slovaquie: une nation au cœur de l'Europe, Lausanne, 1992, pp. 40–42, 85–86, 108–114, 189–190, 213–215

### Enciclopedie
- Encyklopédia Slovenska V. zväzok R – Š. Bratislava Veda, Vydavateľstvo SAV, Pracovisko – Encyklopedický ústav SAV, 1981.
- Dušan Kováč et al.: Kronika Slovenska 1 – od najstarších čias do konca 19. stor., Bratislava Vydala Fortuna Print pre Adox, 1998 ISBN 80-7153-174-X
- Slovenský biografický slovník V. zväzok R – Š. Martin: Matica slovenská, 1992